# Thierry Scherrer
Pour les articles homonymes, voir Scherrer.
Thierry Marie Scherrer, né le 22 janvier 1959 à Versailles dans les Yvelines, est un évêque catholique français, évêque de Laval depuis sa nomination par le pape Benoît XVI le 21 mai 2008 jusqu'au 11 avril 2023, et actuel évêque de Perpignan-Elne. 

## Biographie

### Formation
Après avoir commencé des études de lettres à Montpellier et de médecine à Marseille, En 1981 Thierry Scherrer est entré au séminaire de Paray-le-Monial et y fit son premier cycle de philosophie avant de poursuivre son second cycle de théologie au séminaire Saint-Luc d'Aix-en-Provence de 1984 à 1987. Il a fait ensuite une licence en théologie à l’Institut d’Études théologiques de Bruxelles (1987-1989), et un doctorat en Théologie à l’Université grégorienne de Rome. Il est licencié et docteur en théologie.

### Prêtre
Il a été ordonné prêtre le 29 juin 1988 pour l'archidiocèse d'Aix et Arles.
Après avoir passé deux années en mission d'études à Rome tout en étant chapelain à l’église Saint-Louis-des-Français, il est revenu en 1991 dans son diocèse, comme vicaire à la cathédrale Saint-Sauveur d’Aix-en-Provence et aumônier des étudiants, chargé de la coordination des aumôneries d’étudiants d’Aix-en-Provence.
De 1996 à 2004, il est membre de l’équipe des formateurs du Séminaire Saint-Luc, Supérieur de la communauté Saint-Jean-Baptiste (année de Propédeutique du Séminaire diocésain) et délégué épiscopal au Service diocésain des vocations. En complément, il est prêtre accompagnateur du Service diocésain de la Pastorale de la Santé de 1999 à 2004 et prêtre auxiliaire au service des paroisses de Bouc-Bel-Air et Cabriès-Calas de 2002 à 2004.
En 2004, il est nommé curé de la paroisse de Puyricard et doyen d’Aix-Sainte Victoire. À partir de 2006 en plus de sa charge de curé-doyen, il administre les paroisses de Peyrolles, Jouques, Meyrargues, Le-Puy-Sainte-Réparade, Saint-Canadet et Saint-Paul-lès-Durance et de l’unité pastorale Aix-Val de Durance.
En septembre 2007, il devient curé de la paroisse de la cathédrale Saint-Sauveur d’Aix-en-Provence et conserve ses fonctions de doyen d’Aix-Sainte Victoire.

### Évêque
Le 21 mai 2008, il est nommé évêque de Laval par le pape Benoît XVI, succédant ainsi à Armand Maillard. Son ordination épiscopale s'est déroulée le dimanche 6 juillet 2008 en la basilique Notre-Dame de Pontmain.
Le 11 avril 2023, il est nommé évêque de Perpignan-Elne. Son installation a lieu le 18 juin 2023 en la cathédrale Saint-Jean-Baptiste de Perpignan, par son prédécesseur, Norbert Turini archevêque métropolitain de Montpellier, en présence de Celestino Migliore, nonce apostolique en France.

### Devise épiscopale
Implemini Spiritu Sancto (« Soyez remplis du Saint-Esprit », Éphésiens 5, 18).

### Écrits
- Nous avons contemplé sa gloire, Thierry Scherrer, éd. Parole et Silence (2003)
- Église de Mayenne, ravive en toi le don de Dieu !, 1re  Lettre pastorale de Thierry Scherrer, éd. Diocèse de Laval (Mai 2010)
- Vivons en enfants de lumière, 2e Lettre pastorale de Thierry Scherrer, éd. Diocèse de Laval (Octobre 2012)
- Laissez-vous réconcilier avec Dieu, 3e Lettre pastorale de Thierry Scherrer, éd. Diocèse de Laval (Février 2014)
- Dieu ne se lasse pas de tendre la main ! Ne manquons pas le rendez-vous de la Miséricorde !, 4e  Lettre pastorale de Thierry Scherrer, éd. Diocèse de Laval (Décembre 2015)